# Badlif vid Mölle
Badlif vid Mölle är en svensk dokumentärfilm av kortfilmsformat från 1911 inspelad i skånska Mölle i regi av John Bergqvist. 
Det kontinentalt inspirerade gemensamhetsbadandet i Mölle och på några andra badorter var åren 1910 och 1911 mycket omskrivet. Uppmärksamheten kring epitetet Synden i Mölle utnyttjades av flera filmare. 

## Handling
Ett myller av badande damer och herrar i tidsenliga baddräkter visar upp sig för kameran på Mölle-stranden och i vattnet. De vinkar åt fotografen, kramas och badar. Den senare och större delen av filmen utgörs av bilder av bränningarna vid den klippiga Kullen-stranden. 

## Om filmen
Filmen blev barnförbjuden och klippt av filmcensuren. Den premiärvisades 29 augusti 1911 på biograf Apollo i  Stockholm. Filmen finns bevarad och har visats flitigt.

## Medverkande
I filmen medverkar badgäster från Mölle.